# Davide Carrera
Davide Carrera (Torino, 25 dicembre 1975) è un apneista italiano.
Si trasferisce ad Andora, in provincia di Savona fin da piccolo. Davide è stato assistente di superficie di Umberto Pelizzari per cinque anni, prima di dedicarsi anche lui alle competizioni. Realizza nel 2001 il record mondiale di apnea nella disciplina dell'immersione libera, che consiste nello scendere e nel risalire dalle profondità senza attrezzature, tirandosi lungo il cavo. Sempre si laurea campione del mondo a squadre, durante il campionato di Ibiza, che lo vede in squadra con Umberto Pelizzari e Gaspare Battaglia. Il 22 giugno 2014 ha raggiunto i 94 metri in assetto costante con la monopinna a Santa Marina Salina, nelle isole Eolie. Nel 2016 esce vincitore della competizione Caribbean Cup a Roatan nella disciplina dell'assetto costante stabilendo due nuovi record italiani di -106 e -107 metri . Il 2 settembre 2016 stabilisce un ulteriore record mondiale CMAS con -111. 
A inizio ottobre in Turchia viene squalificato per un errore nel protocollo di uscita in superficie toccando la testa del giudice, fondamentale per la convalida del record, un centesimo di secondo in ritardo . Nel 2017 stbilisce due nuovi record nazionali di -114 metri in assetto costante con monopinna e -75 metri in assetto costante senza pinne. Il 25 luglio 2023 al Vertical Blue, rinomata competizione internazionale che si tiene al Dean's Blue Hole alle Bahamas raggiunge la quota di -130 metri in assetto costante con la monopinna, stabilendo il nuovo record italiano. Nel 2024 ottiene 2024 2 Record del mondo, 102m CWT e 92m CWTB in acqua dolce, 7-8 settembre Riva del Garda, durante il Campionato italiano, quindi anche Campione italiano in carica in entrambe le discipline della gara.  
2 medaglie di bronzo ai Mondiali in CWT e CWTB, 4-11 ottobre Calamata, Grecia.
Vincitore della Blue Elementi Competition in Overall, con la profondità massima di 121m in CWT, 21-28 aprile in Dominica